# Niendorf auf Fehmarn
Niendorf ist ein Dorf auf der Insel Fehmarn und ein Stadtteil der Stadt Fehmarn im Kreis Ostholstein in Schleswig-Holstein. 

## Geschichte
Im Waldemar-Erdbuch von 1231 wird der Ort Nyænthorp genannt. Die Dorfgemarkung hatte damals eine Größe von knapp 500 Hektar, was etwa dem Dorfdurchschnitt Fehmarns entspricht. Niendorf bildete bis Mitte des 19. Jahrhunderts ein streng geschlossenes Dorfrechteck. Im Süden war es begrenzt von der Gemeindeweidefläche, zu den anderen Richtungen durch Privatackerland.

## Das große Haus
Das große Haus war ein Niendorfer Großbauernhaus vermutlich von Anfang des 17. Jahrhunderts. Laut einer konkursrechtlichen Schätzung 1656 maß das Haus 14 × 27 Meter und hatte 10 Räume. Decken und Balken waren mit Malereien verziert. Die rückwärtige so genannte grote Döns hatte eine Breite von 7 Metern und war damit genauso breit wie die grote Deel, die sich im vorderen Teil des Hauses auf 7 von 12 Gefachen erstreckte. Auf der einen Seite befanden sich Küche, Backstube und Kammern, während auf der Gegenseite Kammern und Stallungen lagen. 
Anfang des 20. Jahrhunderts wurde das Haus so geschildert: „Man staunt über die Fülle der schönen Einzelheiten: große breite Fenster mit 2 - 3 Pfosten und einer Menge von kleinen Scheiben in Bleifassung. Das schwere eicherne Holzwerk ist meistens geölt. Die Fächer sind mit Backsteinen ausgemauert. Im Zierverband. Die Dachstockwerke springen vor, die Knaggen und Schwellen zeigen einfache, wohlgestaltete Kehlungen.“
Mitte des 20. Jahrhunderts ging das Haus verloren, nachdem ein Teil des Gebälks in die USA verschifft und dort wieder aufgebaut wurde. Der in Niendorf verbleibende Rest verfiel.